# Cangaia de Jegue

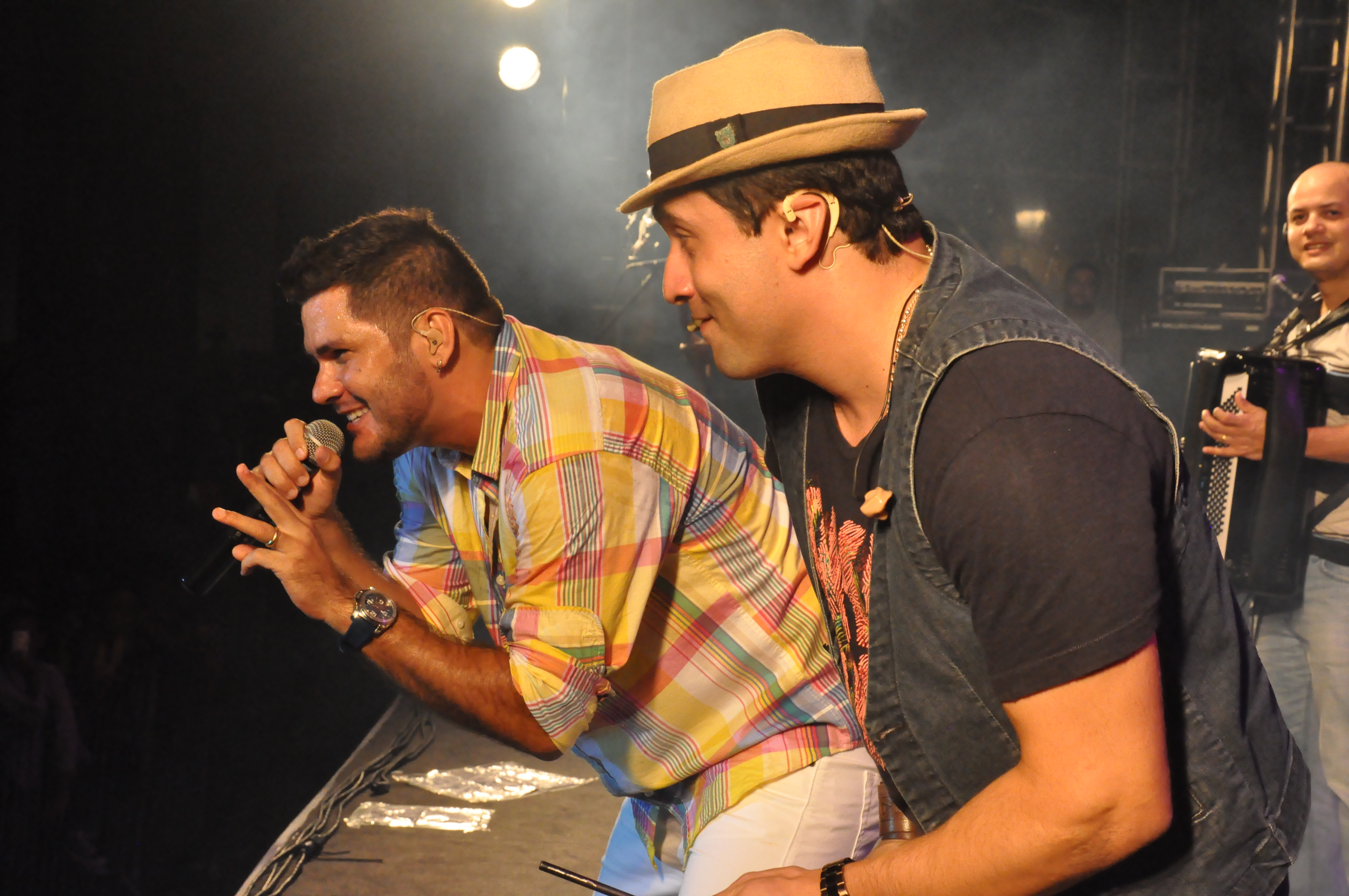
Cangaia de Jegue, 2014

Cangaia de Jegue é uma banda brasileira, formada no ano de 2004 em Jequié na Bahia. A banda lançou o single "Ai Se Eu Te Pego", que foi lançado posteriormente também pelo cantor Michel Teló. A banda atualmente é formada por Norberto Curvello (vocal), Junior Bomfim (triangulo), Clécio Carvalho (sanfona), Alle Barbosa (baixo), Serginho Di Boca (bateria), Bruno Valverde (guitarra), Tiago Toxa (teclado) e Marcelo Tribal (zabumba/percussão).

## O Início
A história da banda começou em Jequié, cidade do sudoeste da Bahia. No início tudo era novidade, quase uma brincadeira que foi solidificando até formar o que todos conhecem como a Banda Cangaia de Jegue. Naquele tempo, a maioria dos shows acontecia em festas de repúblicas e na faculdade.  
Em 17 de Agosto de 2002 quatro jovens universitários se reuniram para tocar em uma modesta festa de república. Na época, o grupo ainda sem nome se apresentou e agradou bastante. No outro dia a repercussão foi tão positiva, que chegou a ser surpreendente para os integrantes. Os comentários eram que um grupo de forró pé-de-serra animou bastante a festa Solterapia, promovidas por alunos do curso de Fisioterapia da Universidade Estadual do Sudoeste da Bahia (UESB).

## Mudança na formação
Em 2004 a banda ganhou mais um integrante, o sanfoneiro Clécio Carvalho vindo do município Estância, interior de Sergipe, veio para dar a Cangaia de Jegue o som característico que não pode faltar em nenhuma banda de forró, o acordeom. No ano seguinte (2005) aconteceria primeira saída de um dos integrantes da primeira formação. O zabumbeiro recém formado em Educação Física pela UESB, Marcelo Capucho resolveu deixar a grupo para seguir a carreira de professor e treinador. Capucho voltou a sua cidade natal, Teixeira de Freitas, no extremo sul baiano. 
Logo antes de decidir transferir a banda para Salvador outro componente resolveu deixar a vida de músico para seguir outra carreira. Humberto, na época era baixista e professor, passou no vestibular de fisioterapia e não teria tempo para cumprir os compromissos da banda. No lugar dele entrou Alexandre Barbosa, que permanece até hoje.

## Um repertório de Hits
O verdadeiro sucesso começou com o primeiro Hit que atingiu todo o país. A música “Red label ou Ice” virou febre em todas as festas, atingindo o repertório de quase todos os grandes artistas. Logo em seguida veio o meteórico “Ai se Eu Te Pego”, que lançou a Cangaia à conquista de vários prêmios na Bahia, fazendo com que a música ganhasse outros caminhos, chegando ao sucesso internacional com a parceria de Michel Teló. Depois disso, foi lançada “Bolo doido”, um fenômeno nos shows que embalou a banda para o sucesso nacional com seu primeiro CD lançado pela gravadora SomLivre, uma parceria que resultou também a gravação do seu 1º DVD com lançamento nacional, em 2013.
DVD "De Férias com a Cangaia"
Lançado no dia 20 de Dezembro de 2013 em Salvador, dentro do projeto que leva o mesmo nome, tem em seu reportório 7 músicas inéditas, dentre elas, o grande sucesso ‘Jeito Carinhoso” composição de Allê Barbosa, diretor musical e baixista da Cangaia, posteriormente gravada pela dupla sertaneja Jads & Jadson. 
Clipe “Jeito Carinhoso”.
Lançado em 2014, o clipe da música “Jeito Carinhoso”, que tem a direção artística e participação do cantor Tomate, e esteve no repertório de grandes artistas como: Jads & Jadson, Aviões do Forró, Jorge & Mateus e outros.

## Discografia

### Álbuns
- 2004: Cangaia de Jegue
- 2006: Você vai ver (The album contains collaboration with Leo Macedo (of band Estakazero))
- 2009: Cangaia Inté o Sol Raia (CD / DVD) (Contains collaborations with Circuladô de fulo, the trio Virgulino, Rastapé and Waldo)
- 2009: Cangaia de Jegue – Ao Vivo (álbum ao vivo)
- 2010: Chama Essa Cerveja
- 2011: Ai se eu te pego (CD)
- 2014: Cangaia de Jegue (CD)

### Singles
- 2004: "Saudade do Interior"
- 2006: "O beijo teu"
- 2006: "De frente pro mar"
- 2009: "Dança do Ice"
- 2010: "Ai se eu te pego"
- 2012: "Bolo doido"
- 2014: "Jeito Carinhoso"
- 2015: "Pegou, Beijou"